# Inlandsis

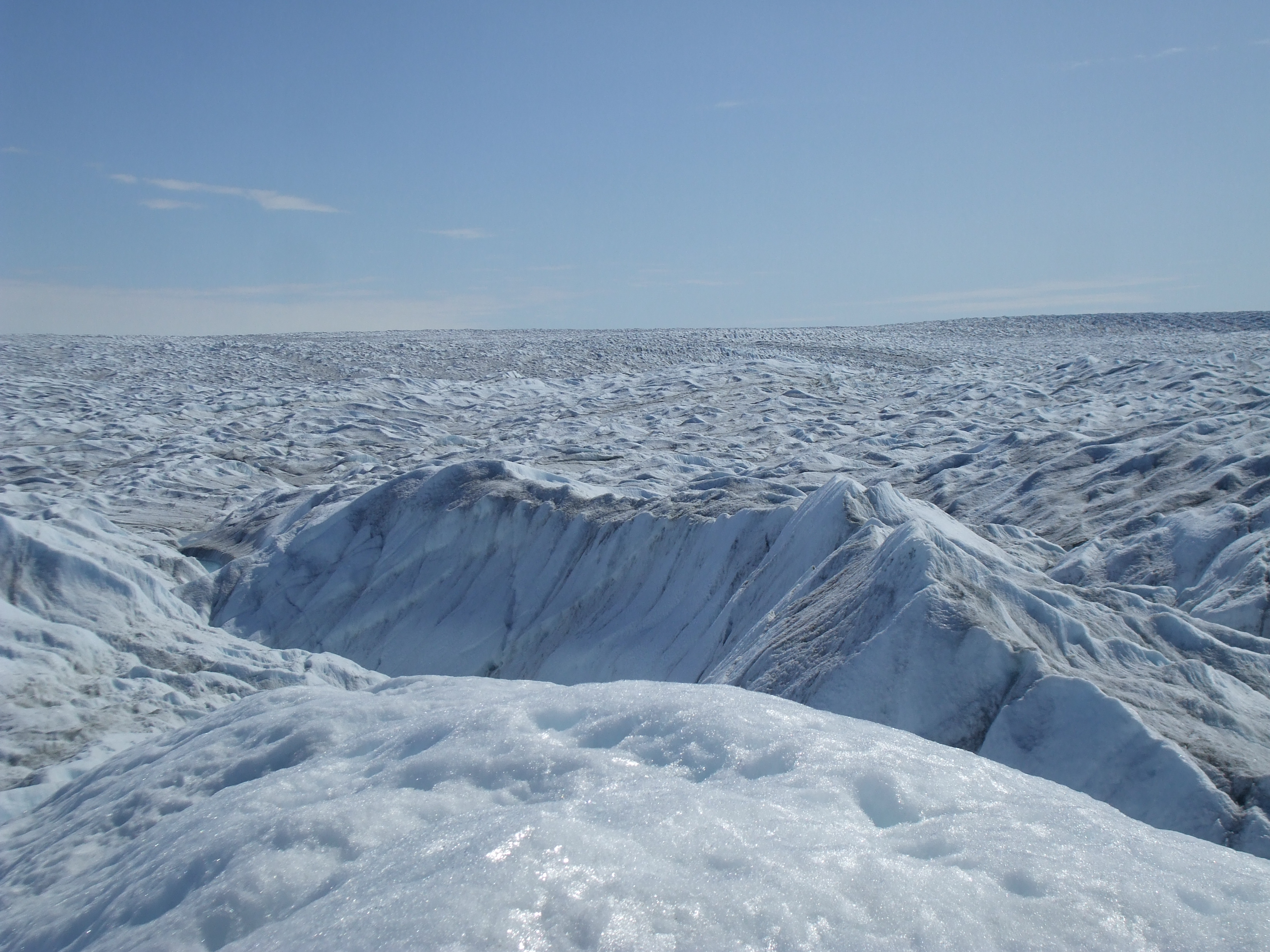
Inlandsis på Grönland.

En inlandsis är en omformad glaciär som täcker en landareal större än 50 000 km². En inlandsis kan täcka en hel kontinent. Karaktäristiskt för inlandsisar är att deras rörelser är radiella och är föga påverkade av bottentopografin.
Inlandsis finns på Grönland och Antarktis, där den på Antarktis är störst. Norra Europa och Nordamerika (och en del områden på andra kontinenter) täcktes till stora delar av inlandsis under de nedisningar som skedde under kvartär. Den förste som lanserade idén om att Sverige en gång varit täckt av en stor is var geologen Otto Torell (1859); ett par årtionden tidigare hade den schweiziske forskaren Louis Agassiz utvecklat samma uppslag för Alperna, men det tog tid innan detta accepterades av geologerna.

Karta där vita fält och gråa nyanser anger inlandsisens tjocklek på Grönland 2011.

## Inlandsisen på Grönland
Inlandsisen på Grönland täcker en yta på 1,7 miljoner km² vilket motsvarar ungefär 80 procent av Grönlands yta.
Inlandsisen innehåller 2,8 miljoner km³ is och skulle, om den smälte, leda till en höjning av havsytan med 7,2 meter.
Istjockleken är på många ställen över två kilometer och mer än tre kilometer på det tjockaste stället. Medeltjockleken är 2135 meter.
Inlandsisen som undersökts i borrkärnor på Grönland är mer än 110 000 år gammal. Isen byts kontinuerligt ut och tidigare visade forskning att Grönland har haft inlandsis sedan Pliocen eller tidig Pleistocen, det vill säga åtminstone 1,5 miljoner år, genom sammansmältning av inlandsisar och glaciärer. Att den utvecklades framförallt under sen Pliocen och mycket snabbt under den första kontinentala nedisningen. År 2017 upptäcktes mer än 50 år gamla bortglömda prover i Danmark. Geologerna fann makrofossiler med kvistar och blad i sedimentet. Analyserna visar att Grönland helt saknade inlandsis någon gång under senaste 1,1 miljoner åren.

## Inlandsisen på Antarktis

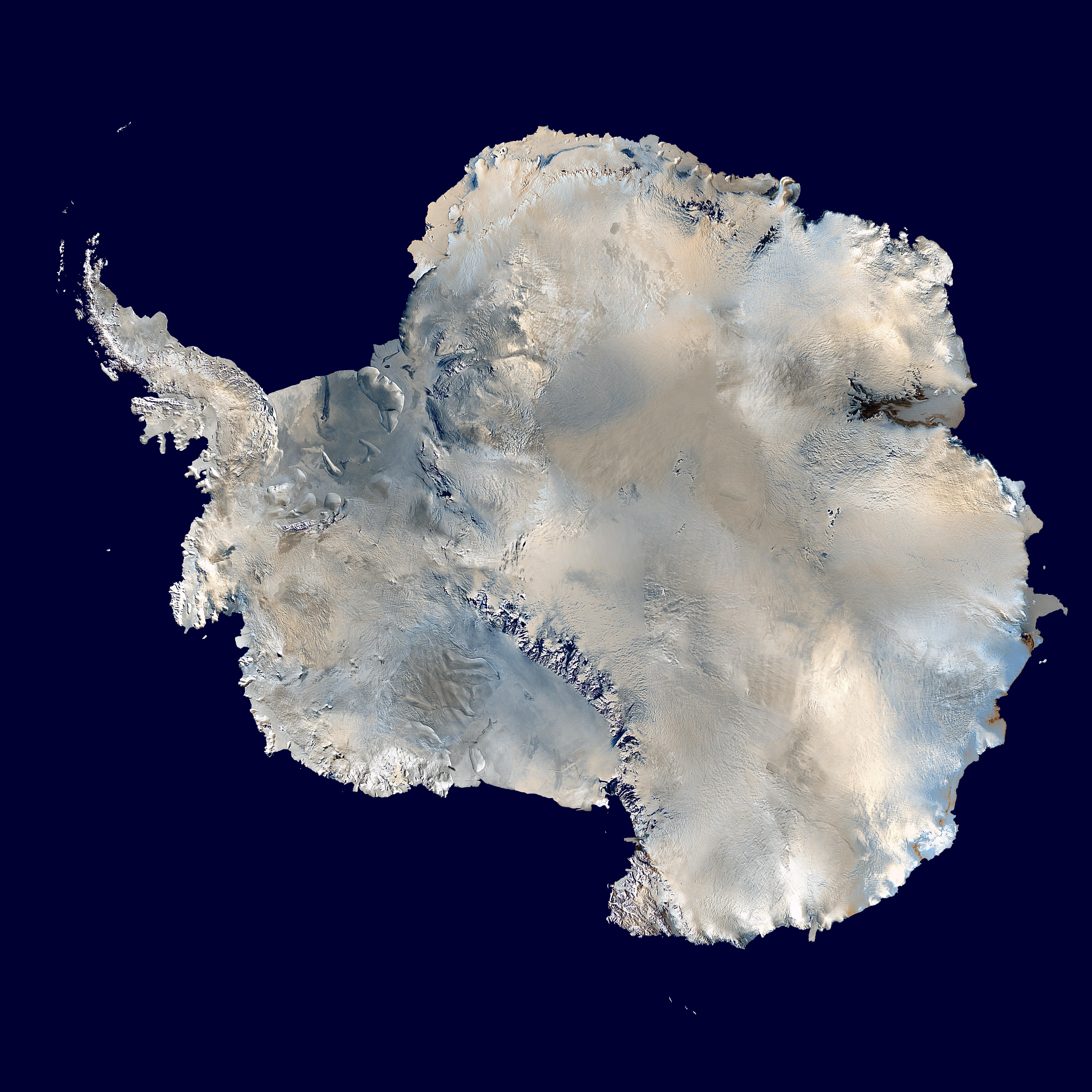
En satellitbild över Antarktis.

Inlandsisen på Antarktis är jordens största enskilda ismassa. Den täcker en yta på nästan 14 miljoner kvadratkilometer och innehåller 30 miljoner kubikkilometer is. Kring 90 % av jordens sötvatten är bunden i denna is. Den täcker ungefär 95% av hela kontinentens yta, vilket gör att man inte vet så mycket om själva kontinentens yta. Om all is på Antarktis skulle smälta, så skulle det leda till en höjning av havsytan med 58,3 meter. 
Den äldsta iskärnan som borrats i Antarktiska inlandsisen är hela 740 000 år gammal och 3139 m i dôme C av EPICA (European Project for Ice Coring in Antarctica) den 9 juni 2004. 

### Östra antarktiska inlandsisen
På östra Antarktis vilar isen på en större landmassa, den är även den tjockaste inlandsisen. På sina ställen är den över 4800 meter (Dôme C). På grund av denna höjd är den även väldigt kall. Studier indikerar temperaturer på −94 ± 4 °C: den kallaste platsen på jorden. På samma ställe borrades den äldsta iskärnan (se ovan). Den kalvar huvudsakligen is via Lambertglaciären/Amery shelfis, Riiser-Larsen shelfis och Shackletons shelfis. 

### Västra antarktiska inlandsisen
På västra Antarktis vilar inlandsisen på en arkipelag, där havsbotten på vissa ställen når ett djup ner till 2 500 meter. Den täcker även den djupaste subglaciärgraven som når ett djup på 2 540 m. u. h. (den lägsta punkten på land). Trots det är den för det mesta på land. Den kalvar huvudsakligen is via Ross shelfis och Rønnes shelfis.

## Spår och effekter av tidigare inlandsisar

### Landhöjning
En inlandsis enorma massa inverkar med ett stort tryck på jordskorpan som pressas ner av isens tyngd. Under den senaste nedisningen som skedde under Weichsel uppskattar man att inlandsisen var upp till 3–4 km tjock. Den bör då ha pressat ner jordskorpan drygt 1 000 meter eftersom jordskorpan har ungefär tre gånger större täthet än is. I takt med att isen försvinner uppstår en s.k. isostatisk landhöjning. Det vill säga en landhöjning som är 'passiv' och inte har uppkommit genom till exempel bergskedjebildning. Landhöjningen är som snabbast just när isen försvunnit, därefter avtar hastigheten exponentiellt.

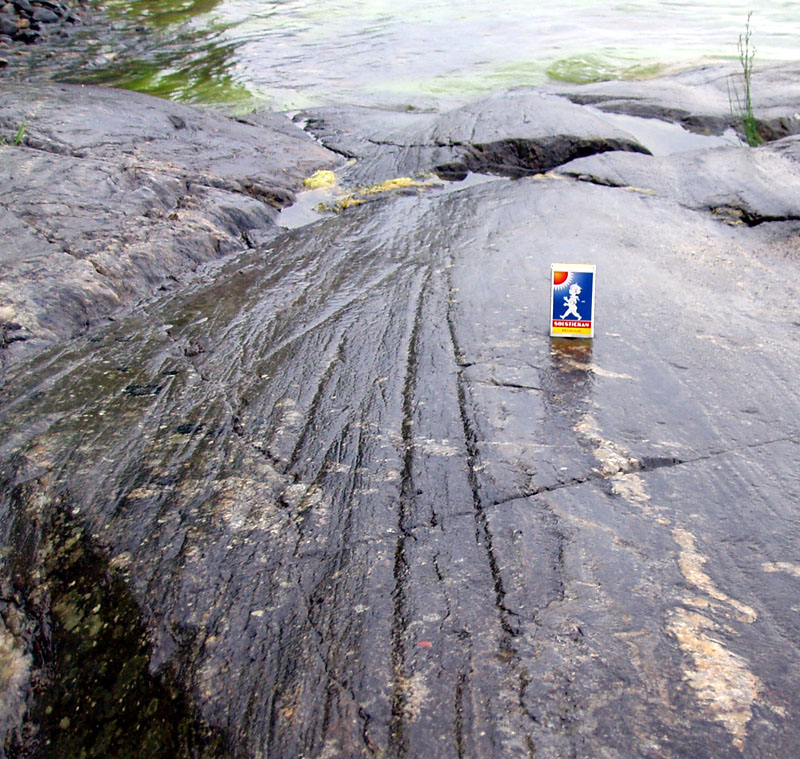
Isräfflor på en berghäll vid vattnet. De tydligaste räfflorna framträder till vänster om tändsticksasken i riktning från vattnet mot betraktaren. Hitom tändsticksasken finns en spricka som går nästan vinkelrätt mot isräfflorna; den sprickan är ingen isräffla.

### Isräfflor
Isräfflor är en ytform som finns på berg och avslöjar att området en gång varit täckt av en inlandsis. De har bildats av stenar och block som varit infrusna i inlandsisens botten, men följt med vattenströmmarna när isen smält och repat upp berghällen. Räfflornas riktning avslöjar på detta sätt inlandsisens avsmältningsriktning. Om man på samma häll har isräfflor som korsar varandra betyder det att de inte har bildats vid samma tillfälle, utan kan vara spår efter flera olika nedisningar.

### Jordarternas lagerföljd
I samband med att en inlandsis smälter undan, bildas det olika jordarter, dessa kan till exempel vara morän, glacial och postglacial lera, sand och silt. Genom att studera jordarternas lagerföljd kan man se hur isavsmältningen har skett. Morän är en jordart som bildas i takt med att isen smälter undan. På flera ställen i Sverige har man hittat spår efter två, eller fler, lager av morän i samma profil, vilket man tolkat som att den senaste isen har bildat den översta moränen, och en äldre is har bildat den undre moränen.

## Isström
En del av en glaciär/inlandsis som rör sig snabbare än den omgivande isen kan kallas isström. När en isström går nedför en inlandsis och lämnar den kan den bilda en glaciär. Lambertglaciären, världens största glaciär, bildades på det viset.